# Нантлор
Нантлор (Нант-Лор) — озеро на севере Сургутского района Ханты-Мансийского автономного округа (Тюменская область), расположенное в 33 км к запад-юго-западу от деревни Русскинская. В 3-х километрах к юго-востоку от озера находится исток реки Тапъяун. Длина озера равна 9,2 километра, ширина достигает 6,2 километра в центральной части. Площадь поверхности — 39,6 км². Площадь бассейна — 60,8 км². Расположено на высоте 77 метров над уровнем моря.
Озеро находится в труднодоступной местности, берега сильно заболочены. Имеет овальную форму. Острова отсутствуют, в северной части — длинный и узкий залив.
Водоём представляет интерес для любителей рыбной ловли. Ловится окунь и щука. 
Нантлор располагается в районе нефтедобычи, его территория входит в Южно-Конитлорское нефтяное месторождение, открытое в 1987 году и эксплуатируемое ПАО «Сургутнефтегаз» с 30 января 2014 г.